# Athanasios Karamangiolis
Athanasios Karamangiolis es un deportista griego que compitió en taekwondo. Ganó una medalla de plata en el Campeonato Europeo de Taekwondo de 1982, en la categoría de –78 kg.

## Palmarés internacional
| Campeonato Europeo | Campeonato Europeo | Campeonato Europeo | Campeonato Europeo |
| Año                | Lugar              | Medalla            | Categoría          |
| ------------------ | ------------------ | ------------------ | ------------------ |
| 1982               | Roma (Italia)      | Medalla de plata   | –78 kg             |